# Moderátor (profese)

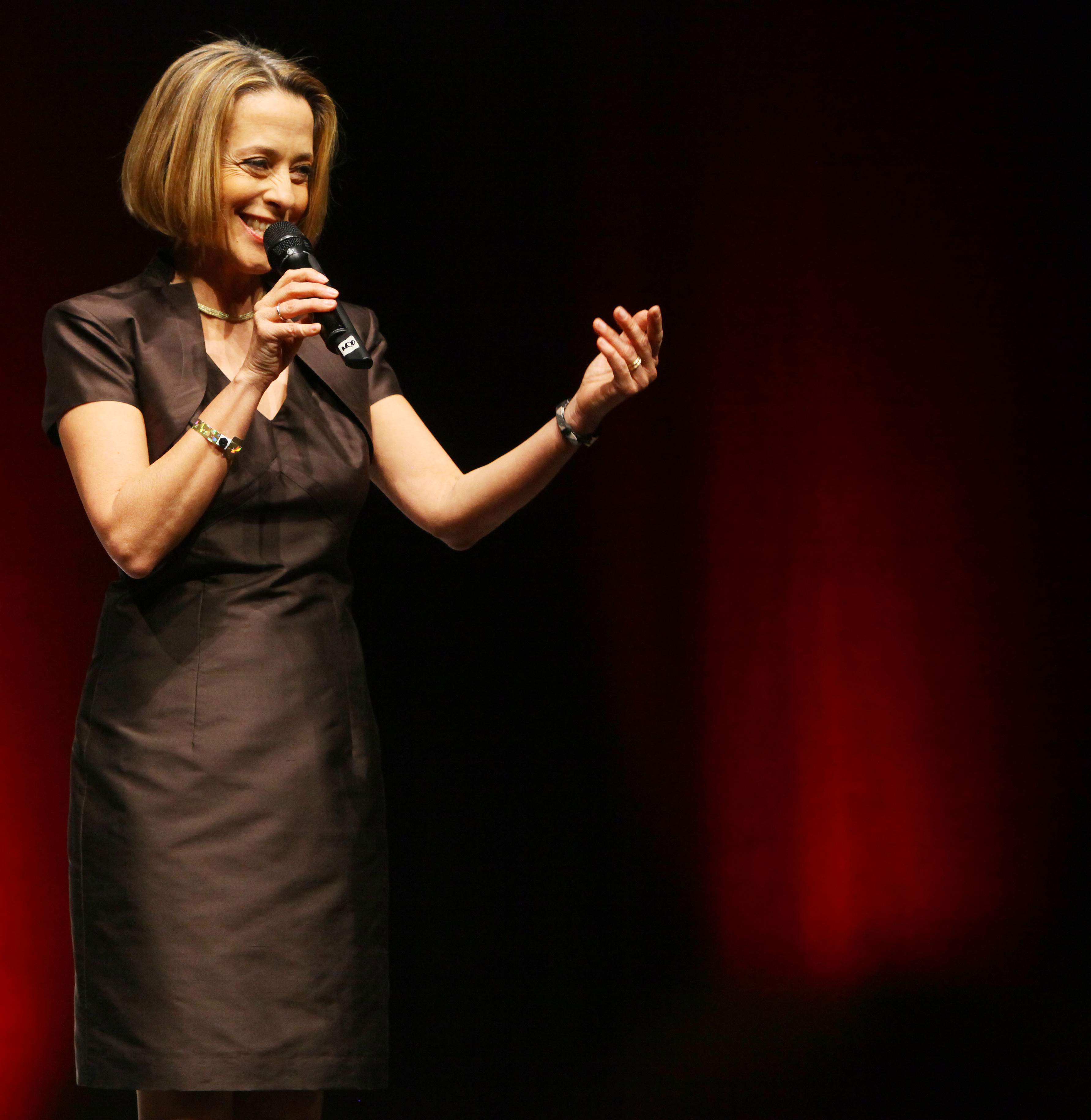
Německá rozhlasová moderátorka Gisela Steinhauer

Moderátor je v rozhlasu a televizi průvodce pořadem, obvykle se jedná o besedu nebo diskusí; pořad uvádí, řídí a prezentuje, stává se tak prostředníkem mezi jeho diváky a účastníky. Výraz moderátor se užívá též pro osobu, která obdobně řídí průběh větší společenské události.

## Podobné pojmy
Na rozdíl od konferenciéra, který uvádí jednotlivá čísla zábavného programu při veřejných vystoupeních, představuje moderátor tvůrčího pracovníka. Obvykle v sobě musí spojit osobu hlasatele, komentátora a redaktora. V některých případech je zčásti i režisérem a dramaturgem.
Facilitátor je zase odborník na vedení diskuse. Diskusi aktivně řídí a odpovídá za její průběh, ale na rozdíl od moderátora nezasahuje do obsahu.

## Známí moderátoři
Mezi nejznámější české moderátory patří Václav Moravec, Libor Bouček, Leoš Mareš, Ondřej Sokol, Marek Eben, Daniel Stach a další.